# Kamigamo szentély

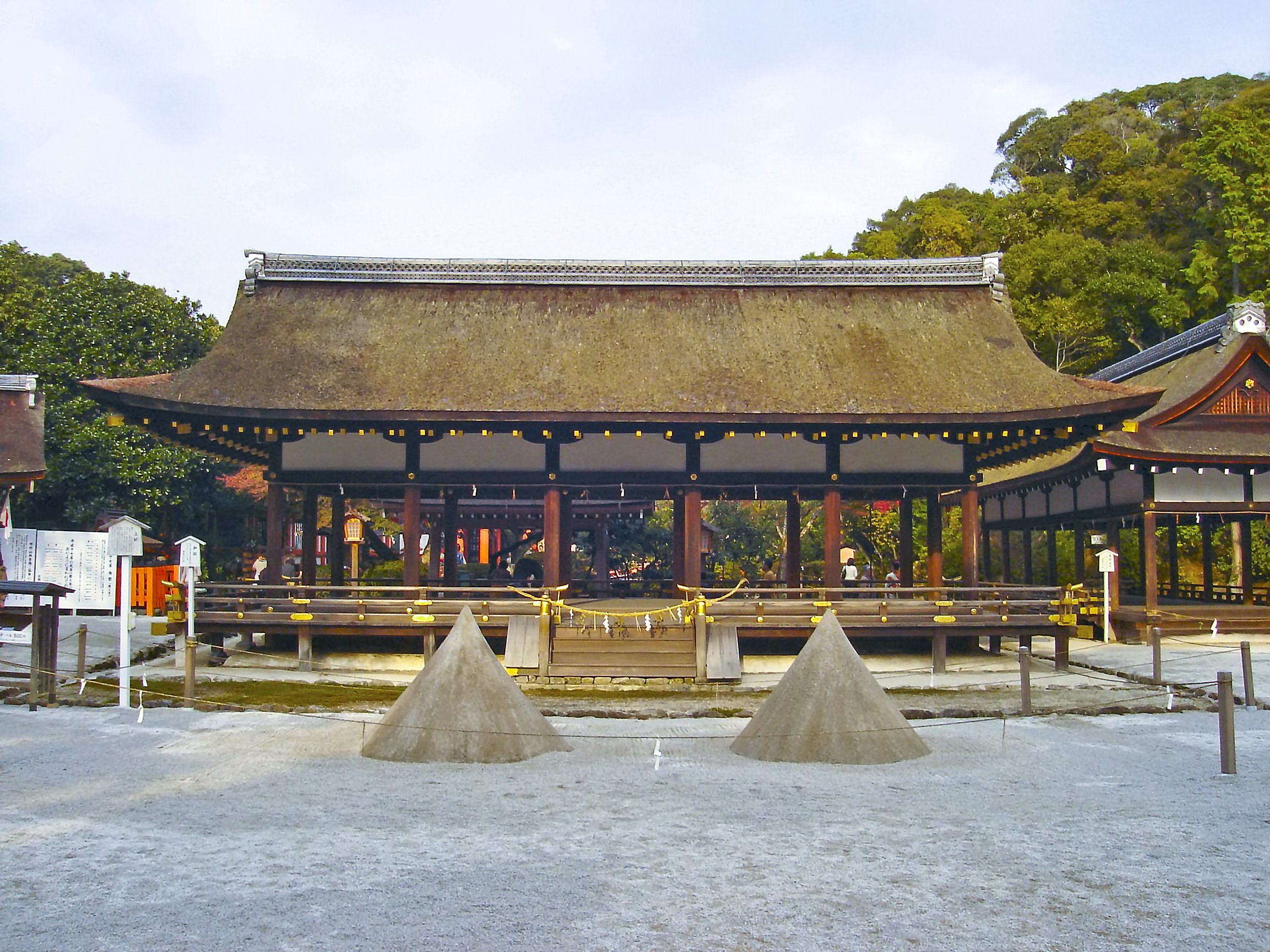
A Kamigamo szentély egyik épülete. A két homokkúpnál birkózóversenyt rendeznek.

A Kamigamo szentély egy ősi alapítású sintó szentély Kiotóban, Japánban.

## A szentély története
A Kamigamo szentély Kiotó város északi részén található. A 7. században épült. A szentély történetét bemutató leírás azonban elmondja, hogy egykor a szentély a szomszédos hegy tetején volt, ahol kőoltáron áldoztak az istennek. A hegy neve Ko'yama, azaz Istenhegy.
Kiotó városában a Kamigamo és a Shimogamo szentélyek hagyománya szorosan összekapcsolódik. Mindkettőt a Gamo család, egy régi főnemesi család építtette. Utóbbi szintén a város északi részén, de a központhoz közelebb található. A Kamigamo és a Shimogamo szentély közötti évezredes hagyomány az, hogy ünnepélyes fölvonulást és lovasversenyt rendeznek minden évben május 15-én. Az ünnepségek neve Aoi Fesztivál. E fesztivál hagyományai is a 7. századra mennek vissza.

## Lovasverseny
Erre az ünnepségre a japán császár személyes küldöttet delegál, aki az ünnepségen fölolvassa a császár üzenetét. Egy sötét és egy világos színű lóval versenyez két hagyományos öltözetű íjász és a szertartás része a lovasíjászat is. A színpompás fölvonuláson mintegy ezer ember vesz részt minden évben korhű ruhákba öltözve. E tavaszi fesztivál neve Aoi Matsuri.
Japán több ősi szentélyében tartanak évente lovasversenyt és lovas íjászatot. Ezek egyike a fővárosban, Tokióban, az Ana Hacsimangu szentélynél rendezett lovasíjászat (Takato-no-baba). A szentélyben őrzik az ünnepségen használt íjakat és nyílvesszőket.

## Birkózóverseny
Egy másik fontos ünnepélyes emlékező esemény az ifjak számára rendezett birkózóverseny, amelyet szeptember 9-én tartanak. Az ifjak szumóbirkózása az egyik szentély előtt álló két homokkúpnál zajlik. Ez az esemény az ősszel megtartott Hold-ünnepek egyike Japánban.